# Duftstars
Der deutsche Parfumpreis Duftstars ist die höchste Auszeichnung der deutschen Parfumbranche. Die Duftstars werden seit 1993 jährlich in Deutschland verliehen.

## Geschichte
Die Idee, Parfums mit dieser Auszeichnung zu ehren, geht auf die amerikanische Fragrance Foundation zurück, die den Preis bereits 1973 etablierte. Der Preis wird in mehreren Kategorien verliehen, darunter Klassiker, Exklusiv, Lifestyle und Prestige.
- Seit 1997 werden in unregelmäßigen Abständen herausragende Persönlichkeiten durch einen Ehrenpreis ausgezeichnet.
- Seit 2012 zieht jedes Parfum, das einmal in der Kategorie Klassiker gewonnen hat, unmittelbar in die Hall of Fame ein. Bei künftigen Wahlen stehen diese Düfte nicht mehr zur Verfügung.[1]
- Seit 2004 vergibt die Fragrance Foundation im Namen aller Verbraucher den Parfumpreis, den sogenannten Publikumspreis.[2]
- Seit 2017 werden Nischendüfte in der Kategorie Artistic Independent Perfume honoriert.

Die Preisverleihung findet zumeist im Frühjahr im Rahmen einer Galaveranstaltung an wechselnden Orten in Deutschland statt.
Nach drei Veranstaltungsauflagen im Tempodrom in Berlin wurden die Duftstars 2014 erstmals in der Arena Treptow verliehen. Es folgten weitere Verleihungen im Kraftwerk (2015–2017) und im Flughafen Berlin-Tempelhof (2018). 2019 wurde die Preisverleihung zum ersten Mal in Düsseldorf ausgetragen.

## Name und Veranstalter
An das amerikanische Vorbild angelehnt, hieß der Preis auch in Deutschland von 1993 bis 2005 „FIFI Award“. Der „FIFI Award“ wurde danach zum Deutschen Parfumpreis, die Sieger zu Duftstars. Der Deutsche Parfumpreis wird von der Fragrance Foundation Deutschland ausgerichtet. Ihr gehören Hersteller und Lieferanten der Parfumbranche, Händler und Medien an. Gemeinsames Ziel ist es, das Parfum als Kulturgut zu pflegen, als luxuriöses Accessoire darzustellen und seine Faszination einer breiten Öffentlichkeit zu präsentieren.

## Wahl, Jury und Kriterien
Eine Fachjury aus den Bereichen Handel, Fachpresse und Design nominiert die Parfumneuheiten und Klassiker. Gewählt werden fünf Parfums pro Kategorie (Damen und Herren). Im Anschluss werden die Namen der nominierten Düfte der Öffentlichkeit bekanntgegeben.
Aus den Finalisten wählt dann eine Jury die Sieger pro Kategorie. Die Jury setzt sich aus Fachleuten zusammen, die täglich mit Düften zu tun haben: Fachjournalisten, Designer, Fachleute aus Industrie und Handel, aus der Werbung und aus den Medien. Die Wahl erfolgt unter notarieller Aufsicht schriftlich per Wahlzettel.
Für einzelne Kategorien gelten besondere Regeln:
- Kategorie Klassiker: Nur Parfums, die seit mindestens zehn Jahren auf dem deutschen Markt sind und für die im Wahljahr Marketing-Aktivitäten durchgeführt wurden, können als beste Klassiker nominiert werden.
- Hall of Fame: Klassiker, die vor 2012 dreimal gesiegt haben, ziehen in die Hall of Fame ein. Seit 2012 zieht bereits jedes Parfum, das einmal in der Kategorie Klassiker gewonnen hat, unmittelbar in die Hall of Fame ein. Bei künftigen Wahlen stehen diese Düfte nicht mehr zur Verfügung, sie erhalten jedoch einen dauerhaften Ehrenplatz.
- Persönlichkeit: Kriterium für den in unregelmäßigen Abständen verliehenen Persönlichkeitspreis ist das herausragende Engagement des Preisträgers.
- Publikumspreis: Der Gewinner des Publikumspreises wird direkt durch die Verbraucher mit einer Online-Abstimmung oder Teilnahmekarten gewählt.

## Sonderpreise seit 1997
Neben den regulären Preisen und dem 2004 eingeführten Publikumspreis – damals noch unter dem Namen Public FIFI – werden in unregelmäßigen Abständen Sonderpreise verliehen. Herausragende Persönlichkeiten der Branche erhalten den Ehrenpreis, einige Parfums wurden bis 2007 in die Hall of Fame aufgenommen.
| Jahr | Name                | Ehrung         |
| ---- | ------------------- | -------------- |
| 1997 | Wolfgang Joop       | Persönlichkeit |
| 1998 | Karl Lagerfeld      | Persönlichkeit |
| 2001 | Jean-Paul Guerlain  | Persönlichkeit |
| 2003 | Annette Green       | Persönlichkeit |
| 2004 | Jil Sander          | Persönlichkeit |
| 2005 | Ernst Schneider     | Persönlichkeit |
| 2006 | Naomi Campbell      | Persönlichkeit |
| 2007 | Vera Strübi         | Innovation     |
| 2008 | Laura Biagiotti     | Lebenswerk     |
| 2009 | Christian Audigier  | Marketing      |
| 2010 | Leonard Lauder      | Lebenswerk     |
| 2012 | Bernd Beetz         | Persönlichkeit |
| 2013 | Jean Paul Gaultier  | Persönlichkeit |
| 2014 | Roberto Cavalli     | Persönlichkeit |
| 2015 | Jean-Claude Ellena  | Lebenswerk     |
| 2016 | Thierry Wasser      | Persönlichkeit |
| 2017 | Mathilde Laurent    | Persönlichkeit |
| 2018 | François Demachy    | Persönlichkeit |
| 2018 | Werner Baldessarini | Persönlichkeit |
| 2019 | Alberto Morillas    | Persönlichkeit |

| Jahr | Parfum                        | Parfum                    |
| ---- | ----------------------------- | ------------------------- |
| 2000 | Cool Water Men                | Cool Water Men            |
| 2000 | Chanel № 5                    | Chanel № 5                |
| 2004 | Eau Sauvage                   | Eau Sauvage               |
| 2005 | Shalimar                      | Shalimar                  |
| 2006 | Aramis                        | Aramis                    |
| 2007 | Coco                          | Coco                      |
| 2011 | Allure                        | Le Male                   |
| 2012 | 24, Faubourg                  | Allure Homme              |
| 2013 | Coco Mademoiselle             | Allure Homme Sport        |
| 2014 | Narciso Rodriguez for her     | Hermès Terre d’Hermès     |
| 2015 | Chance Eau de Parfum          | Vétiver                   |
| 2016 | for her von Narciso Rodriguez | Creed Himalaya            |
| 2017 | Un Jardin Sur le Nil          | Dior Homme                |
| 2018 | Chloé                         | Bleu de Chanel            |
| 2019 | Égoiste                       | Bvlgari Omnia Crystalline |

## Trophäe
Der französische Designer Denis Boudard entwickelte die Trophäe, die erstmals am 31. Mai 2007 der Öffentlichkeit vorgestellt wurde. Boudard ging als Sieger aus einem internationalen Wettbewerb hervor, den die amerikanische Fragrance Foundation (gegr. 1949) 2006 ausgerufen hatte. Seit 1975 wurde das von Pierre Dinand entworfene Vorgängermodell verliehen.